# 제45회 백상예술대상
제45회 백상예술대상은 2009년 2월 27일에 열린 시상식이다.

## 수상 및 후보

### 영화 대상
- 강철중: 공공의 적 1-1 - 강우석 수상

### 영화 작품상
- 경축! 우리 사랑 - 오점균 수상
- 영화는 영화다 - 장훈
- 좋은 놈, 나쁜 놈, 이상한 놈 - 김지운
- 과속 스캔들 - 강형철
- 쌍화점 - 유하

### 영화 감독상
- 멋진 하루 - 이윤기 수상
- 좋은 놈, 나쁜 놈, 이상한 놈 - 김지운
- 신기전 - 김유진
- 강철중: 공공의 적 1-1 - 강우석
- 님은 먼곳에 - 이준익

### 영화 시나리오상
- 과속 스캔들 - 강형철 수상
- 강철중: 공공의 적 1-1 - 장진
- 영화는 영화다 - 옥진곤 & 김기덕
- 경축! 우리 사랑 - 박윤
- 나의 친구, 그의 아내 - 신동일

### 영화 신인감독상
- 워낭소리 - 이충렬 수상
- 과속 스캔들 - 강형철
- 영화는 영화다 - 장훈
- 미쓰 홍당무 - 이경미
- 달콤한 거짓말 - 정정화

### 영화 남자최우수연기상
- 쌍화점 - 주진모 수상
- 멋진 하루 - 하정우
- 아내가 결혼했다 - 김주혁
- 좋은 놈, 나쁜 놈, 이상한 놈 - 송강호
- 강철중: 공공의 적 1-1 - 설경구

### 영화 여자최우수연기상
- 아내가 결혼했다 - 손예진 수상
- 미쓰 홍당무 - 공효진
- 경축! 우리 사랑 - 김해숙
- 미인도 - 김규리
- 님은 먼곳에 - 수애

### 영화 남자신인연기상
- 영화는 영화다 - 강지환 수상
- 영화는 영화다 - 소지섭 수상
- 고고70 - 차승우
- 소년은 울지 않는다 - 송창의
- 서양골동양과자점 앤티크 - 주지훈

### 영화 여자신인연기상
- 과속 스캔들 - 박보영 수상
- 미쓰 홍당무 - 서우
- 미쓰 홍당무 - 황우슬혜
- 1724 기방난동사건 - 김옥빈
- 고사: 피의 중간고사 - 윤정희

### 영화부문 인기상
- 서양골동양과자점 앤티크 - 주지훈 수상
- 과속스캔들 - 박보영 수상
- 영화는 영화다 - 강지환
- 아내가 결혼했다 - 김주혁
- 모던 보이 - 박해일
- 강철중: 공공의 적 1-1 - 설경구
- 영화는 영화다 - 소지섭
- 좋은 놈, 나쁜 놈, 이상한 놈 - 송강호
- 순정만화 - 유지태
- 비스티 보이즈 - 윤계상
- 멋진 하루 - 하정우
- 고사: 피의 중간고사 - 이범수
- 좋은 놈, 나쁜 놈, 이상한 놈 - 이병헌
- 아기와 나 - 장근석
- 좋은 놈, 나쁜 놈, 이상한 놈 - 정우성
- 강철중: 공공의 적 1-1 - 정재영
- 유감스러운 도시 - 정준호
- 쌍화점 - 조인성
- 쌍화점 - 주진모
- 눈에는 눈 이에는 이 - 차승원
- 과속스캔들 - 차태현
- 미쓰 홍당무 - 공효진
- 미인도 - 김규리
- 모던 보이 - 김혜수
- 고사: 피의 중간고사 - 남규리
- 미쓰 홍당무 - 서우
- 달콤한 거짓말 - 박진희
- 다찌마와 리 - 악인이여 지옥행 급행열차를 타라! - 박시연
- 아내가 결혼했다 - 손예진
- 쌍화점 - 송지효
- 님은 먼곳에 - 수애
- 고고70 - 신민아
- 로맨틱아일랜드 - 유진
- 로맨틱아일랜드 - 이수경
- 비스티 보이즈 - 윤진서
- 고사: 피의 중간고사 - 윤정희
- 순정만화 - 이연희
- 순정만화 - 채정안
- 멋진 하루 - 전도연
- 신기전 - 한은정

### TV 대상
- 엄마가 뿔났다 - 김혜자 수상

### TV 작품상(드라마)
- KBS2 엄마가 뿔났다 - 정을영 수상
- 베토벤 바이러스 - 이재규
- 내 생애 마지막 스캔들 - 이태곤
- SBS 바람의 화원 - 장태유
- 온 에어 - 신우철

### TV 작품상(예능)
- KBS2 개그콘서트 - 김진홍 수상
- KBS2 해피선데이 - 김영식
- SBS 일요일이 좋다 - 장혁재 외
- MBC 일요일 일요일밤에 '우리 결혼했어요' - 김구산 외
- MBC 황금어장 - 여운혁 & 임정아

### TV 작품상(교양)
- SBS 그것이 알고싶다 '독도의 선택' - 한재신 & 이동협 수상
- KBS1 인간과 습지 - 김서호 & 이광록
- MBC 북극의 눈물 - 허태정 & 조준묵
- EBS 피타고라스 정리의 비밀 - 문현식
- EBS 한반도의 공룡 - 한상호

### TV 연출상
- 온 에어 - 신우철 수상
- 베토벤 바이러스 - 이재규
- KBS2 엄마가 뿔났다 - 정을영
- 내 생애 마지막 스캔들 - 이태곤
- 식객 - 최종수

### TV 극본상
- SBS 신의 저울 - 유현미 수상
- 베토벤 바이러스 - 홍진아 & 홍자람
- 내 생애 마지막 스캔들 - 문희정
- 온 에어 - 김은숙
- KBS2 엄마가 뿔났다 - 김수현

### TV 남자최우수연기상
- 베토벤 바이러스 - 김명민 수상
- MBC 에덴의 동쪽 - 송승헌
- SBS 일지매 - 이준기
- 온 에어 - 박용하
- KBS 바람의 나라 - 송일국

### TV 여자최우수연기상
- SBS 바람의 화원 - 문근영 수상
- KBS2 엄마가 뿔났다 - 김혜자
- 태양의 여자 - 김지수
- SBS 타짜 - 한예슬
- MBC 에덴의 동쪽 - 한지혜

### TV 남자신인연기상
- 꽃보다 남자 - 이민호 수상
- KBS2 그들이 사는 세상 - 엄기준
- SBS 조강지처클럽 - 이상우
- MBC 에덴의 동쪽 - 김범
- 태양의 여자 - 정겨운

### TV 여자신인연기상
- KBS1 너는 내 운명 - 윤아 수상
- KBS2 내사랑 금지옥엽 - 홍아름
- MBC 에덴의 동쪽 - 이연희
- SBS 바람의 화원 - 문채원
- 온 에어 - 한예원

### TV 남자예능상
- KBS2 개그콘서트 - 김병만 수상
- KBS2 해피선데이-1박2일 - 이수근
- SBS 일요일이 좋다 - 윤종신
- KBS2 개그콘서트 - 황현희
- MBC 황금어장 - 유세윤

### TV 여자예능상
- MBC 일요일 일요일밤에 - 박미선 수상
- KBS2 해피투게더 시즌3 - 신봉선
- SBS 일요일이 좋다 - 송은이
- KBS2 개그콘서트 - 박지선
- MBC 일요일 일요일밤에 '우리 결혼했어요' - 서인영

### TV 신인연출상
- SBS 스타의 연인 - 부성철 수상
- MBC 스포트라이트 - 김도훈
- KBS2 내사랑 금지옥엽 - 전창근
- MBC 밤이면 밤마다 - 손형석
- 라이프 특별조사팀 - 김경희

### TV부문 인기상
- 꽃보다 남자 - 김현중 수상
- KBS1 너는 내 운명 - 윤아 수상
- 식객 - 김래원
- 베토벤 바이러스 - 김명민
- MBC 에덴의 동쪽 - 김범
- 떼루아 - 김주혁
- MBC 밤이면 밤마다 - 이동건
- MBC 달콤한 인생 - 이동욱
- 꽃보다 남자 - 이민호
- 온 에어 - 이범수
- SBS 일지매 - 이준기
- 베토벤 바이러스 - 장근석
- SBS 타짜 - 장혁
- 내 생애 마지막 스캔들 - 정준호
- MBC 종합병원2 - 차태현
- 태양의 여자 - 한재석
- KBS2 그들이 사는 세상 - 현빈
- KBS2 최강칠우 - 에릭
- 온 에어 - 박용하
- KBS2 바람의 나라 - 송일국
- MBC 에덴의 동쪽 - 송승헌
- KBS2 연애결혼 - 김민희
- MBC 밤이면 밤마다 - 김선아
- 식객 - 김소연
- MBC 종합병원2 - 김정은
- 태양의 여자 - 김지수
- 온 에어 - 김하늘
- 식객 - 남상미
- SBS 바람의 화원 - 문근영
- MBC 스포트라이트 - 손예진
- KBS2 그들이 사는 세상 - 송혜교
- MBC 에덴의 동쪽 - 이연희
- SBS 일지매 - 이영아
- 베토벤 바이러스 - 이지아
- 달콤한 나의 도시 - 최강희
- SBS 스타의 연인 - 최지우
- SBS 타짜 - 한예슬
- MBC 에덴의 동쪽 - 한지혜
- 떼루아 - 한혜진
- SBS 일지매 - 한효주

### TV부문 공로상
- 이순재 수상